# (21473) Petesullivan
(21473) Petesullivan (1998 HH99) – planetoida z pasa głównego asteroid okrążająca Słońce w ciągu 3,39 lat w średniej odległości 2,26 j.a. Odkryta 21 kwietnia 1998 roku.